# Carlo Bazzi (militare)
Carlo Bazzi (Milano, 12 gennaio 1883 – San Martino del Carso, 13 marzo 1916) è stato un militare italiano, decorato con la medaglia d'oro al valor militare.

## Biografia
Prestò servizio nel Regio esercito partecipando alla prima guerra mondiale, prima come tenente  nel 1º Reggimento alpini, e in seguito con il grado di capitano in forza al 9º Reggimento fanteria della brigata "Regina", che era impegnato sul fronte del Carso.
Il 13 marzo 1916 condusse la sua compagnia nell'assalto di una trincea, riuscendo a prendere prigionieri i soldati austriaci. Al contrattacco degli avversari, organizzò una tenace resistenza,  respingendo l'assalto, ma fu colpito a morte nel pieno dell'azione.
Per il valore mostrato, il 3 giugno 1916 gli fu conferita la medaglia d'oro al valor militare.
Le spoglie sono tumulate nel cimitero monumentale di Milano.